# Neophisis supiori
Neophisis supiori är en insektsart som beskrevs av Andrej Vasiljevitj Gorochov 2005. Neophisis supiori ingår i släktet Neophisis och familjen vårtbitare. Inga underarter finns listade i Catalogue of Life.